# Чижов, Владимир Валерьевич
Влади́мир Вале́рьевич Чижо́в (род. 5 августа 1975) — российский легкоатлет, специалист по метанию копья. Выступал на профессиональном уровне в 1997—2007 годах, серебряный и бронзовый призёр чемпионатов России, победитель первенств всероссийского значения, участник ряда крупных международных турниров. Представлял Чувашию и Новосибирскую область.

## Биография
Владимир Чижов родился 5 августа 1975 года. Занимался лёгкой атлетикой в Чувашии под руководством заслуженного тренера РСФСР Владимира Константиновича Слушкина.
Впервые заявил о себе на международном уровне в сезоне 1997 года, когда вошёл в состав российской сборной и выступил на молодёжном европейском первенстве в Турку, где в зачёте метания копья с результатом 72,60 занял итоговое девятое место.
В 1998 году в той же дисциплине выиграл серебряную медаль на международном турнире «Русская зима» в Москве, стал четвёртым на чемпионате России в Москве.
В 1999 году выиграл турнир в Дзержинске, показал четвёртый результат на Мемориале братьев Знаменских в Москве, завоевал бронзовую награду на чемпионате России в Туле.
В 2000 году помимо прочего выиграл бронзовую и серебряную медали на турнирах в Сочи и Тольятти соответственно, был шестым на Мемориале братьев Знаменских в Москве и на чемпионате России в Туле.
В 2001 году отметился победой на турнире в Брянске, показал шестой результат на чемпионате России в Туле, превзошёл всех соперников на Мемориале Владимира Куца в Москве.
На чемпионате России 2002 года в Чебоксарах получил серебро, уступив лишь петербуржцу Александру Иванову.
В 2003 году взял бронзу на мемориале Знаменских в Туле и на чемпионате России в Туле.
В 2004 году на Европейском вызове по зимним метаниям в Марсе занял пятое место и установил свой личный рекорд в метании копья — 77,84 метра. На чемпионате России в Туле стал шестым.
В 2005 году занял девятое место на зимнем чемпионате России по метаниям в Адлере.
В 2006 году был пятым на зимнем чемпионате России в Адлере и девятым на летнем чемпионате России в Туле, выиграл серебряную медаль на Кубке России в Туле.
В 2007 году стал шестым на зимнем чемпионате России в Адлере, четвёртым на Кубке России в Туле и пятым на летнем чемпионате России в Туле.
Завершил спортивную карьеру по окончании сезона 2008 года.